# David Steuart
David Steuart (26 de janeiro de 1916 - 5 de novembro de 2010) foi um político canadense que foi ministro e também senador pela província de Saskatchewan.